# Club War
Club War ist ein US-amerikanischer Actionfilm, der im Jahr 1988 von Troma Entertainment produziert wurde.

## Handlung
Eine Passagiermaschine stürzt auf einer unbekannten Insel ab. Nachdem sich die Überlebenden gesammelt haben, wird schnell klar, dass eine Rettungsmission nicht erwartet werden kann, da das Flugzeug vom Kurs abgekommen ist. Der labile Vietnamveteran Parker und der Brite Taylor erkunden die Insel und bemerken einen Trupp von Bewaffneten.
Zurück bei den anderen kommt man zur Überzeugung, sich besser vor den Bewaffneten zu verstecken. Eine ältere Überlebende bleibt jedoch zurück, weil sie sich von der nahenden Truppe Rettung verspricht. Ein Flugbegleiter und ein Priester kehren um, um die Frau zum Mitkommen zu bewegen, doch die Frau läuft stattdessen auf die Bewaffneten zu, die sie sofort erschießen. Der Priester und der Flugbegleiter werden gefangen genommen.
Die Bewaffneten gehören zu einem Trainingscamp von Terroristen. Dort glaubt man, dass die Überlebenden des Absturzes die Lage des Camps ihren eventuellen Rettern verraten könnten und plant, sie alle zu töten. Patrouillen schwärmen aus, doch Taylor kann mit einem Blasrohr, das er mit sich führt, einen der Gegner töten und seine Waffe an sich nehmen.
Bis auf Parker, Taylor, Marshall und Hardwick werden alle Überlebenden nach und nach gefangen genommen, gleichzeitig werden der Priester und der Flugbegleiter nach dem Verhör von Captain Schweinhart ermordet. Schweinhart stellt den Gefangenen Senor Sida vor, dessen Plan es ist, die USA mit dem HI-Virus zu vernichten. Dazu soll eine der Frauen sein Opfer sein. Seine Wahl trifft auf das weibliche Mitglied einer Rockband. Deren schwarze Kollegin Nancy wird den eigentlichen Anführern des Camps vorgeführt. Es handelt sich um siamesische Zwillinge.
Patrick, Taylor und Marshall greifen das Camp an und befreien ihre Kameraden, von denen einige getötet werden. Sida, Schweinhart und die siamesischen Zwillinge kommen ebenfalls ums Leben. Man ist sich einig, dass man das Hauptquartier der Terroristen angreifen muss, um den Infizierungsplan zu verhindern. Taylor hat sich mittlerweile in Lydia verliebt und kommt mit ihr zusammen. Am nächsten Tag soll der Angriff stattfinden. Nur die Männer sollen kämpfen, die Frauen jedoch zurückbleiben. Hardwick setzt sich ab und will sich mit den Terroristen arrangieren.
Der Plan ist, dass Kirkland, der bei dem Absturz seine Familie verloren hat, einen Lastwagen voller Sprengstoff gegen das Boot, mit dem die Terroristen ablegen wollen, fährt. Taylor, Parker und die übrigen Männer wollen ein Ablenkungsmanöver starten. Beim Kampf wird jedoch Kirkland erschossen, bevor er losfahren kann. Nun greifen die Frauen an, die Terroristen werden überrannt. Parker kommt bei dem Kampf um, ebenso Hardwick. Jedoch droht das Boot abzulegen. Der dickliche Cooney vollendet Kirklands Plan, kann sich jedoch vor der Explosion aus dem Lastwagen retten und zum Schluss die in ihn verliebte blinde Jennifer in die Arme schließen.

## Kritiken
Das Lexikon des internationalen Films beschrieb den Film als „von Sex und Gewalt geprägter geschmackloser Film aus der New Yorker Low-Budget-Filmschmiede Troma, die mit ‚Club War‘ ihre bis dahin teuerste Produktion realisierte.“
Janet Maslin schrieb in ihrer Kritik in der New York Times, der Schwerpunkt auf Dummheit sei letztendlich schädlicher als die Fülle von Blut und Gedärmen.
Das Kritikerportal "At-A-Glance Film Reviews" schrieb, das angebliche Meisterstück sei zu grausam und bösartig, dazu zu lang um zu unterhalten und sehr langweilig.

## Auszeichnungen
Beim Fantasporto, einen internationalen Festival für Fantasyfilme in Porto, Portugal, wurden 1990 die Regisseure Herz und Kaufman für den Festivalpreis in der Kategorie Bester Film nominiert. Zudem erhielten Herz und Kaufman eine lobende Erwähnung der Kritiker.

## Hintergrund
Der Film wurde erstmals im Oktober 1988 auf dem Tokyo International Fantastic Film Festival gezeigt. Am 9. Dezember 1988 startete der Film in den US-Kinos. Im April 1989 kam er in den deutschen Videovertrieb.